# Southeast 17th Avenue & Holgate Boulevard megállóhely
Southeast 17th Avenue & Holgate Boulevard megállóhely a Metropolitan Area Express narancssárga vonalának, valamint a TriMet autóbuszainak megállója az Oregon állambeli Portland Brooklyn kerületében.
A délnyugati 17. sugárút mentén elhelyeztek 38 acélból készült csónakot; a „Passage” fantázianevű műalkotás Bill Will alkotása. A megállóval szemben helyezkedik el a TriMet autóbuszjavító műhelye, melynek kerítésére Gage Hamilton, David Rice és Zach Yarrington segítségével Blaine Fontana egy a TriMet helyi szerepét jelképező alkotást festett.

## Autóbuszok
- 17 – Holgate/Broadway (Concordia University◄►134th Drive)[3]
- 70 – 12th/NE 33rd Ave (Columbia River Correctional Facility◄►Milwaukie City Center)[4]

| Előző állomás                        |  | Metropolitan Area Express |  | Következő állomás                               |
| ------------------------------------ |  | ------------------------- |  | ----------------------------------------------- |
| SE Bybee Blvdtovább SE Park Ave felé |  | Narancssárga vonal        |  | SE 17th Ave & Rhine Sttovább Union Station felé |

## Fordítás
Ez a szócikk részben vagy egészben  a   Southeast 17th Avenue and Holgate Boulevard MAX Station című angol Wikipédia-szócikk ezen változatának fordításán alapul.  Az eredeti cikk szerkesztőit annak laptörténete sorolja fel. Ez a jelzés csupán a megfogalmazás eredetét és a szerzői jogokat jelzi, nem szolgál a cikkben szereplő információk forrásmegjelöléseként.